# فرانك هيرشي
فرانك هيرشي (بالإنجليزية: Frank Hershey)‏ هو لاعب كرة قاعدة أمريكي، ولد في 13 ديسمبر 1877 في غورهام في الولايات المتحدة، وتوفي في 15 ديسمبر 1949 في كاناندياجو في الولايات المتحدة.